# Humanismo marxista
Humanismo marxista é um ramo do Marxismo que se concentra principalmente nos escritos anteriores de Marx, especialmente nos Manuscritos Econômicos e Filosóficos de 1844, na qual Marx expôs a sua teoria da alienação, como oposição à suas obras posteriores, que são considerados mais preocupadas com a sua concepção estrutural da sociedade capitalista. A Escola da práxis, que apelou para a mudança social radical em Josip Broz Tito's Iugoslávia na década de 1960, foi um Marxista movimento humanista.
O humanismo marxista sofreu oposição pelo "antihumanismo" do filósofo marxista Louis Althusser, que o descreveu como um movimento revisionista.

## Teoria
O termo "humanismo marxista" na noção de alienação continua a fazer parte da filosofia de Marx. Teodor Shanin e Raya Dunayevskaya  vão além, afirmando que não só a alienação está presente em Marx, mas que não há separação entre o jovem Marx e Marx maduro.
O Marx jovem, Influenciado pela inversão humanista de Feuerbach do idealismo hegeliano, articulou um conceito de espécie-ser, No entanto, sob o capitalismo, os indivíduos são alienados de sua atividade produtiva na medida em que são obrigados a vender sua força de trabalho como mercadoria para um capitalista; sua vida sensual, atividade ou trabalho, parece, para eles, como algo objetivo, uma mercadoria a ser comprada e vendida como qualquer outra. Assim, para superar a alienação e permitir que a humanidade perceba seu espécie-ser, o sistema de trabalho assalariado deve ser transcendido e a separação do trabalhador dos meios de trabalho abolida.

## Críticas
A crítica mais potente do humanismo marxista veio do movimento marxista. Louis Althusser, o marxista estruturialista francês, critica os humanistas marxistas por não reconhecer a dicotomia entre o "Jovem Marx" e "Marx maduro". Althusser acredita que o pensamento de Marx seja marcado por uma ruptura epistemológica radical. Para Althusser, o humanismo dos primeiros escritos de Marx - influenciados por Hegel e Feuerbach - é fundamentalmente incongruente com a teoria "científica", relacionada à estrutura, encontrada nos trabalhos maduros de Marx, como O Capital. Da confiança do Humanista Marxista nos Manuscritos Econômicos e Filosóficos de 1844, Althusser escreve: "Nós não publicamos nossos próprios rascunhos, isto é, nossos próprios erros, mas às vezes publicamos as outras pessoas" (citado na introdução de Gregory Elliot: No espelho de Maquiavel "uma introdução para" Maquiavel e nós "de Althusser, p. Xi).
Os humanistas argumentam que o "marxismo" se desenvolveu lentamente porque as primeiras obras de Marx eram desconhecidas até que as idéias ortodoxas se tornaram difundidas- os Manuscritos de 1844 foram publicados apenas em 1932 - e, para entender melhor suas obras corretamente, é necessário entender os fundamentos filosóficos de Marx. No entanto, Althusser não defende o reducionismo e o determinismo econômico do marxismo ortodoxo; Em vez disso, ele desenvolve suas próprias teorias de hegemonia ideológica e condicionamento ideológico dentro das sociedades de classes, através do conceito de Aparelhos Ideológicos do Estado "Ideological State Apparatuses" (ISA) e interpelação que constitui o assunto.

## Humanistas marxistas
Pensadores notáveis associados ao humanismo marxista incluem:
- Rodolfo Mondolfo (1877-1976) filósofo marxista italiano e historiador da filosofia da antiga Grécia.
- György Lukács (1885-1971) filósofo marxista húngaro e crítico literário.
- Ernst Bloch (1885-1977) era um filósofo marxista alemão.
- John Lewis (philosopher) (1889-1976) Ministro Unitário Britânico e filósofo marxista.
- Antonio Gramsci (1891–1937) Um escritor italiano, político, filósofo político e linguista.

- Walter Benjamin (1892-1940) crítico literário marxista germano-judeu, ensaísta, tradutor e filósofo.
- Herbert Marcuse (1898-1979) filósofo e sociólogo alemão e membro da Escola de Frankfurt.
- Erich Fromm (1900-1980) psicólogo social, psicanalista e filósofo humanista de renome internacional.
- C. L. R. James (1901-1989) Jornalista afro-trinitense, teórico socialista e escritor.
- Henri Lefebvre (1901-1991) era um sociólogo francês, intelectual e filósofo que geralmente era considerado neo-marxista.
- Günther Anders (1902-1992) era um filósofo e jornalista judeu que desenvolveu uma antropologia filosófica para a era da tecnologia.
- Jean-Paul Sartre (1905-1980) filósofo existencialista francês, dramaturgo, romancista, roteirista, ativista político, biógrafo e crítico literário.
- Salvador Allende (1908-1973) Ex-presidente do Chile.
- Raya Dunayevskaya (1910-1987) Fundadora da filosofia do humanismo marxista nos Estados Unidos da América.
- Christopher Hill (historian) (1912-2003) Historiador marxista inglês.
- Lucien Goldmann (1913-1970) Filósofo e sociólogo francês de origem judeu-romena.
- Paulo Freire (1921-1997) Educador brasileiro e influente teórico da pedagogia crítica.
- André Gorz (1923-2007) Filósofo social austríaco e francês.
- E. P. Thompson (1924-1993) Historiador inglês, militante socialista e de paz.
- Frantz Fanon (1925-1961) Psiquiatra, filósofo, revolucionário e autor da Martinica.
- Ivan Sviták (1925-1994) Crítica social checa e teórico estético.
- Karel Kosík (1926-2003) Filósofo checo, fenomenologista e marxista humanista
- Wang Ruoshui (1926-2002) Jornalista e filósofo chinês.
- John Berger (1926-2017) Crítica de arte inglesa, romancista, pintora e autora.
- Leszek Kołakowski (1927-2009) Filósofo e historiador poloneses de idéias.
- Che Guevara (1928-1967) Revolucionário argentino, médico, autor, intelectual, líder guerrilheiro, diplomata e teórico militar.
- David McReynolds (b. 1929) Ativista socialista e pacifista americano.
- Frankfurt School (1930s onwards) A Escola de Frankfurt é uma escola de teoria crítica neomarxista, pesquisa social e filosofia.
- Marshall Berman (1940-2013) Escritor e filósofo humanista marxista americano.
- Peter McLaren (b. 1948) Um dos principais arquitetos da pedagogia crítica.
- News and Letters Committees (1950s onwards) É uma organização pequena, revolucionária-socialista nos Estados Unidos. É a organização marxista-humanista mais proeminente do mundo.
- Lewis Gordon (b. 1962) Filósofo americano
- Nigel Gibson Filósofo britânico e americano
- Praxis School (1960s and 1970s) Movimento filosófico humanista marxista. Originou-se em Zagreb e Belgrado na SFR Jugoslávia.
- Andrew Kliman Economista marxista
- Peter Hudis